# حفيرة الصقور (الرقة)
حفيرة الصقور قرية سورية تتبع ناحية مركز الرقة في منطقة مركز الرقة في محافظة الرقة. بلغ عدد سكانها 138 نسمة في عام 2004 حسب إحصاء المكتب المركزي للإحصاء.